# David Hahn
 (février 2014).
David Hahn, né le 30 octobre 1976 à Royal Oak (Michigan) et mort le 27 septembre 2016 à 
Shelby Charter Township (Michigan), est un Américain passionné de rayonnement nucléaire. En 1994, alors âgé de 17 ans et scout membre des Boy Scouts of America, il essaie de construire un surgénérateur nucléaire dans le hangar de son jardin de la banlieue de Détroit.
Bien que son réacteur n'ait jamais atteint la masse critique, David Hahn a attiré l'attention de la police locale quand, au détour de la fouille de son véhicule, celle-ci a trouvé des matériaux douteux qu'il a présentés comme radioactifs. Dix mois plus tard, la maison de sa mère et ses alentours ont été nettoyés par l'Environmental Protection Agency dans le cadre du plan Superfund. David Hahn a obtenu le rang de Eagle Scout (le plus haut rang scout aux États-Unis) peu après le démantèlement de son laboratoire amateur.
Bien qu'il n'ait originellement pas reçu beaucoup d'attention médiatique, il devient plus largement connu après un article publié en 1998 dans la revue Harper's Magazine par le journaliste Ken Silverstein (en), intitulé « Le boy-scout radioactif ». Silverstein lui consacre aussi un livre, The Radioactive Boy Scout en 2004.
Il est très probable que David Hahn a reçu des doses significatives de radiations au cours de ses expérimentations dans son hangar. Adulte, il sert dans l'US Navy et à l'United States Marine Corps. Il est plus tard soigné pour des problèmes mentaux, mais son décès à l'âge de 39 ans est lié à sa consommation excessive d'alcool.

## Création du réacteur
Jeune homme, David Hahn est passionné par la chimie. Il passe des années à s'exercer à la chimie dans le sous-sol de sa maison (ce qui cause de temps à autre de petites explosions) et essaie de récolter des échantillons de tous les éléments du tableau périodique, y compris ceux radioactifs. Il remporte plus tard un badge du mérite (prix gagné par les jeunes membres du Boy Scouts of America) sur l'énergie atomique et se lance dans la création d'un surgénérateur nucléaire.
Il amasse des matériaux radioactifs récupérés dans des produits commerciaux civils, parfois volés, tels que l'américium provenant des détecteurs de fumée, le thorium des manchons de lanternes à gaz, le radium de peintures phosphorescentes des (anciennes) horloges, et le tritium contenu dans certains viseurs pour arme à feu. Son réacteur se constitue d'un grand creuset en plomb, et il dépense même 1 000 $ en batteries pour en extraire le lithium de celles-ci, afin de purifier les cendres de thorium avec un bec Bunsen.
Hahn se présente comme un scientifique adulte, ou comme un professeur de lycée pour gagner la confiance de plusieurs professionnels avec qui il échange des lettres — avec succès, malgré des fautes d'orthographe et des erreurs évidentes. Il espère à terme pouvoir enrichir ses échantillons de thorium et d'uranium.
Bien que très loin de la masse critique, son réacteur nucléaire artisanal finit par émettre des niveaux de radioactivité dangereux (autour de mille fois le rayonnement de fond normal). Alarmé, il commence à démanteler ses expériences, mais une rencontre fortuite avec la police amène à la découverte de ses activités, et déclenche une urgence radiologique fédérale (« Federal Radiological Emergency Response »), impliquant le FBI et la Commission de réglementation nucléaire des États-Unis.
Le 26 juin 1995, l'agence de protection de l'environnement américaine (EPA) déclare la propriété familiale des Hahn couverte par le Superfund, une loi fédérale américaine visant à nettoyer les sites souillés par des déchets dangereux. Le hangar de Hahn est démantelé et son contenu enterré en tant que déchets radioactifs de bas niveau, dans l'Utah. Mais sa mère, craignant de perdre sa maison si l'étendue des radiations devait être connue, avait déjà commencé à récupérer la majorité des matériaux radioactifs collectés par son fils et les jeta parmi les déchets conventionnels.
Hahn refusa toute évaluation médicale de son exposition aux radiations.

## Carrière
David Hahn entre en dépression après le scandale, un problème exacerbé par sa rupture avec sa petite amie, ainsi que le suicide de sa mère en 1996. Bien qu'il réussisse ses études au lycée, il n'a pas de plan pour la suite. Son père et sa belle-mère l'encouragent d'abord à aller à l'université. Il commence une formation de métallurgiste, mais sèche fréquemment les cours.
On l'encourage ensuite à entrer dans l'armée. Il s'engage alors dans la Navy, et est affecté sur le porte-avion nucléaire USS Enterprise en tant que matelot. Après une mission de quatre ans, il obtient le rang de Spécialiste des communications intérieures.
David Hahn avait espéré obtenir une carrière de spécialiste nucléaire. Les scientifiques de l'Agence de protection de l'environnement pensent que son espérance de vie a peut-être été largement réduite, du fait de son exposition aux radiations, particulièrement en considération de son temps passé dans son petit hangar, peu aéré, avec des mesures de précaution minimales. Toutefois, Hahn ignorera leur recommandation de se faire examiner à la centrale nucléaire Enrico Fermi.
Après la Navy, il s'engage dans le Corps des Marines et est mobilisé au Japon. Après quelques années, il est démobilisé pour raisons médicales.

## Vol de détecteurs de fumée
Le 1er août 2007, David Hahn est accusé du vol à Clinton, dans la banlieue de Détroit, des détecteurs de fumée du hall de son immeuble, a priori dans le but d'en extraire de l'américium,,.
Sur sa photographie d'identité judiciaire, son visage est couvert de lésions, que les enquêteurs ont attribué à son irradiation.
Lors de son audience à une cour de circuit, Hahn plaide coupable de l'accusation de tentative de vol. D'après les archives en ligne de la cour, les procureurs recommandent que sa condamnation se limite à son temps passé en détention provisoire, et à une hospitalisation de force. Il est condamné à 90 jours de prison, une peine différée de six mois le temps qu'il reçoive des soins médicaux à l'unité psychiatrique de la prison du comté de Macomb.

## Mort
David Hahn meurt 27 septembre 2016 à l'âge de 39 ans. Il vit alors dans le canton de Shelby dans le Michigan,. Depuis, son père a confirmé que sa mort a été due à une intoxication alcoolique.

## Dans la culture populaire

### Médiatisation initiale
À l'époque, l'incident reçut une maigre couverture médiatique, mais ceci changea après la parution d'un article de Ken Silverstein (en) dans le Harper's Magazine en 1998. En 2004, Silverstein développa son récit de l'histoire dans un livre, The Radioactive Boy Scout. En 2016, il est fait mention d'un film basé sur le livre.

### Personnes
En 1999, Justin Kasper et Fred Niell, étudiants en physique à l'Université de Chicago dans le cadre d'une chasse au trésor qui requerrait notamment « un surgénérateur construit dans un hangar » ont réussi à construire un réacteur nucléaire similaire, qui a produit des traces de plutonium.
Les expérimentations de Hahn ont fait des émules, particulièrement dans le cas de Taylor Wilson qui, à l'âge de 14 ans, est devenu la plus jeune personne à faire de la fusion nucléaire.

### Télévision
En 2003, un documentaire télévisé, The Nuclear Boyscout, est diffusé au Royaume-Uni sur Channel 4. Dans celui-ci, Hahn démontre certaines de ses méthodes devant l'objectif.
Dans l'épisode « Page Turner » de la série télévisée Les Experts : Manhattan, le personnage de Lawrence Wagner est inspiré de celui de David Hahn.
Dans l'épisode « Le réacteur nucléaire » de la série télévisée Young Sheldon, le personnage de Sheldon tente de fabriquer un réacteur nucléaire en extrayant de l'américium d'une centaine de détecteurs de fumée.
Dans l'épisode « L'Ennemi d'Homer » de la série d'animation Les Simpson, le personnage de Martin Prince fabrique un réacteur nucléaire fonctionnel.